# Aille (Atlantischer Ozean)
Der Fluss Aille (irisch: Abhainn na hAille) entspringt am Slieve Elva (Sliabh Eilbhe) im Burren-Gebiet. Er fließt durch die Stadt Lisdoonvarna, um bei Doolin in der Nähe der Cliffs of Moher ins Meer zu münden. Während des Sommers versickert der Fluss oft im Kalkstein-Höhlensystem bei Doolin. 